# Vytautas Laurušas
Vytautas Laurušas (født 8. maj 1930 i Šiauliai, Litauen, død 29. april 2019) var en litauisk komponist, professor, rektor, lærer, dirigent og politiker.
Laurušas studerede komposition på Musikkonservatoriet i Vilnius hos Julius Juzeliūnas. Han var rektor, professor og lærer i komposition på det Litauiske Musikakademi og formand for den Litauiske komponistforening. Laurušas skrev fire symfonier, orkesterværker, kammermusik, opera, korværker, vokalmusik og instrumentalværker etc. 
Fra 1971 til 1986 var Laurušas kandidat til medlemskab af centralkomiteen for Litauens kommunistparti og fra 1986 blev han indvalgt i kommunistpartiets centralkomite. Fra 1975 var han stedfortræder i det Litauiske SSR' øverste sovjet, fra 1980 til 1986 næstformand.

## Udvalgte værker
- Symfoni nr. 1 "Af bønner" (2000) - for strygeorkester
- Symfoni nr. 2 "Latin" (2006) - for mezzosopran og orkester
- Symfoni nr. 3 "X" (2009) - for orkester
- Symfoni nr. 4 (2011) - for orkester